# 趙植庭
趙植庭，（1783年—1831年），字樹三，一字曙山，號公槐、宫槐，又号仲怀，江蘇陽湖人，寄籍直隶宛平，清朝政治人物，同進士出身。
嘉慶十三年（1808年）登進士，改庶吉士，嘉慶十四年（1809年）授刑部主事。后升任刑部郎中。
子趙鏞謨配毗陵呂宮裔孫呂子珏長女呂采芝, 與蔣彬蔚及董祐誠侄孫董亮貽為連襟。